# Marla (La Réunion)
Pour les articles homonymes, voir Marla.
Marla est un îlet des Hauts de l'île de La Réunion situé dans la partie la plus élevée du cirque de Mafate, au sud de celui-ci, à une altitude de 1.645 mètres.
Inaccessible par la route, ce village peut être atteint à pied via un sentier de grande randonnée qui traverse le centre-ville de Cilaos puis grimpe jusqu'au col du Taïbit, col de montagne d'où l'on peut contempler l'îlet.
Ce dernier fait office de carrefour pour les randonneurs puisque le GR R2 s'échappe vers le nord-ouest en direction de Roche Plate alors que le GR R1 se dirige vers La Nouvelle par le nord. Ce dernier itinéraire donne accès au plateau du Kerval. Une variante se dirige vers le col des Bœufs, qui domine le cirque voisin de Salazie.
À l'ombre des Trois Salazes, formations rocheuses reconnaissables entre toutes, Marla s'est beaucoup développé ces dernières années. De nouveaux gîtes s'y sont ouverts.